# Jean-Pierre Drège
Jean-Pierre Drège, né le 11 mars 1946 à Troyes, est un sinologue français, spécialisé dans l'étude des livres anciens et de l'histoire des bibliothèques, en particulier les manuscrits chinois et la dunhuangologie. Il travaille depuis des années à l'étude des manuscrits de Dunhuang.

## Biographie
Au cours de ses premières années, Jean-Pierre Drège étudie la philosophie à l'Université de Dijon, puis est transféré à l'Institut national des langues et civilisations orientales pour étudier le chinois. Il porte un vif intérêt à l'histoire du livre, qui est aussi devenue son thème de recherche.
En 1976, il achève l'essai La « Commercial Press » de Shanghai, 1897-1949 sur l'industrie de l'édition en Chine dans la première moitié du XXe siècle, et commence immédiatement à étudier l'histoire des bibliothèques et les classifications bibliographiques. Il rejoint l'École française d'Extrême-Orient en 1980 et en occupe le poste de directeur de 1998 à 2004.
Il a été chargé de la direction de l'équipe de recherche sur les manuscrits de Dunhuang en 1993, dans le but de cataloguer les manuscrits que Paul Pelliot a apportés à Paris. Les travaux de catalogage, dirigés jusqu'à leur terme par Michel Soymié (en). Il a également été directeur de la collection « Bibliothèque de l'Institut des Hautes Études chinoises ». Il est actuellement directeur d'études émérite de l'École pratique des hautes études.

## Publications
- La « Commercial Press » de Shanghai (1897-1949), Paris, Collège de France, Institut des hautes études chinoises, 283 p., 1978.
- Marco Polo et la Route de la Soie, coll. « Découvertes Gallimard » (no 53), série Histoire. Paris, Éditions Gallimard, 192 p., 1989.
- La Révolution du livre dans la Chine moderne, Wang Yunwu éditeur (en collaboration avec Hua Chang-ming), Paris, Publications orientalistes de France, 144 p., 1989.
- Les Bibliothèques en Chine au temps des manuscrits, Paris, École française d'Extrême-Orient, 322 p., 1991.
- Qu'est-ce que la Dunhuangologie ? Paul Pelliot et les manuscrits de Dunhuang, 1999 (papier de conférence)

En collaboration
- (avec AA.VV.) De Dunhuang au Japon : Études chinoises et bouddhiques offertes à Michel Soymié, Genève, Droz, 1996.
- (avec Michel Soymié, Sarah E. Fraser, Stephen F. Teiser (en) et Danielle Eliasberg) Images de Dunhuang : Dessins et peintures sur papier des fonds Pelliot et Stein, coll. « Mémoires archéologiques » (no 24). Paris, École française d’Extrême-Orient, 1999.